# Wetterschießen

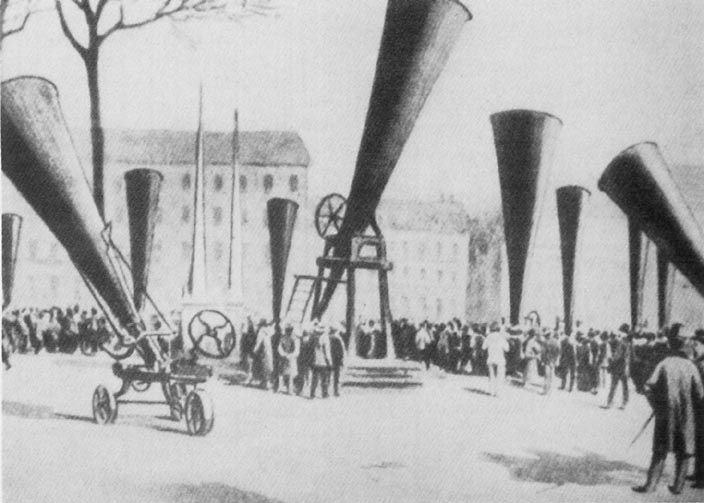
Internationaler Kongress zum Hagelschießen, 1901

Als Wetterschießen bezeichnet man die Beeinflussung der Bildung von Niederschlägen durch Abbrennen von Explosivstoffen. Ziel der Maßnahmen war entweder das Abwenden oder aber das Herbeiführen von Niederschlägen. Zunächst wurde das Schießen aus Aberglauben eingeführt, später aus dem Glauben an eine physikalische Wirkung. Die Wirkung konnte bei keiner der Methoden nachhaltig nachgewiesen werden.

## Regionen
Das Schießen zur Vermeidung von Unwetter ist in vielen europäischen Regionen nachgewiesen, darunter Bayern, Steiermark, Kärnten, Tirol, Niederösterreich, Salzburg, Krain, Dalmatien, Venetien, Ungarn und Südfrankreich.

## Schießen aus Aberglauben
Hintergrund bildet die Vorstellung, dass Fabelwesen, wie Götter, Hexen oder Dämonen für das Wetter verantwortlich wären. Indigene Völker Amerikas veranstalteten rituelle Tänze, um Regen herbeizuführen. Herodot berichtet über die Thraken, dass diese ihren Gott bei Gewitter durch Pfeilschüsse in Richtung Himmel bedrohten. Ebenso verfuhren die Gallier und andere Völker. Plinius der Ältere, ein römischer Gelehrter, beschrieb schon kurz nach Christi Geburt eine große Anzahl von Maßnahmen zur Abwehr von Gewitterdämonen.
Im europäischen Raum findet man an vielen Orten Wetterkreuze und Wetterkirchen, vornehmlich auf Bergrücken, von wo aus Unwetter gern heranziehen. Das Wetterläuten, wobei Kirchenglocken geläutet wurden, war eine verbreitete Praxis. Die Kreuze und Glocken mussten von Zeit zu Zeit neu geweiht werden, damit sie ihre Kraft nicht verlören. Man dachte sich, wenn der Schall von Glocken schon Wetterwolken vertreiben könnte, um wie viel wirksamer muss da der Schuss aus einer Waffe sein; gerade in Verbindung mit geweihtem Pulver oder Projektilen.
Kirche und Volksglaube waren der Ansicht, dass Wetterhexen oder Wetterdämonen für Unwetter verantwortlich seien. In Sagen und Gedankenwelten manifestierten sich die Wetter machenden Dämonen auch physisch. Die Menschen waren überzeugt, dass man sie durch gezielte Schüsse aus dem Himmel herunterholen könnte oder sie durch Geböller aus den Wolken geschleudert würden. Diese Geschichten hielten sich durch Berichte, nach denen beispielsweise ein beringter Finger aus den Wolken gefallen sei.
Die Menschen versuchten, auf Geruch- oder Gehörsinn der Wetterdämonen direkt einzuwirken und sie dadurch zu vertreiben. Waffen, so wie zum Beispiel Armbrüste und deren Pfeile oder später Büchsen, wurden oftmals direkt vor dem Gebrauch vom Pfarrer gesegnet. Es kam auch vor, dass die Kirchenmänner selbst schossen. Geschossen wurde oft mit geweihtem Pulver und Munition, auch mit Wachskugeln, in die Kreuze geritzt waren oder selbst mit alten Hufnägeln. Manchmal wurden auch bei jedem Schuss Namen gerufen, und wenn dabei der Name einer Wetterhexe erraten wurde, fiel sie tot aus den Wolken, so hieß es.
Das Schießen aus Aberglaube änderte sich allmählich im Laufe des 18. Jahrhunderts, im Zuge der Aufklärung. Doch auszumerzen war es schwer. Bis wann diese Praktiken schließlich noch andauerten, ist schwer nachzuweisen, vermutlich bis zur Mitte oder zum Ende des 19. Jahrhunderts.

## Schießen aus Glauben an physikalische Wirkung
Nach dem Schießen aus Aberglauben kann das Schießen aus Glauben an eine physikalische Wirkung als zweite große Welle bezeichnet werden. Physische Objekte wurden auch als Ursache für Unwetter angesehen. So glaubte man, dass hohe Gebäude Gewitter anzögen. Darauf basierend gestattete die bayerische Regierung beispielsweise 1731, dass das Wetterschießen erlaubt bleibe, „weil die hohen Türme und Gebäude daselbst das Gewölk anzögen und das Schießen solches häufig zerteile“ (Prokop von Freyberg: Pragmatische Geschichte der bayerischen Gesetzgebung und Staatsverwaltung seit den Zeiten Maximilian I.) Flüsse galten auch als „Magnet für Gewitter“, so war das Schießen beispielsweise üblich an Isar und Inn.
Um die Wirkung des Schießens zu erklären, wurden viele Theorien entwickelt. Ein Peter Guden veröffentlichte 1774, dass das Schießen von Kugeln aus einer gewöhnlicher Flinte den Blitz aus der Wolke lockt und sich dadurch das Gewitter entladen kann. Das Abfeuern mehrerer Schüssen hintereinander könne einen Wind verursachen. P. P. Heinrich berechnete um 1788 aus Pulvermenge und Geschütz das erzielte Gasvolumen, das im Himmel beeinflusst würde.
Das Rezept für eine physikalische Wirkung schien ganz einfach: Je stärker das Geschoss, desto stärker seine Wirkung. Armbrüste wurden durch Kanonen ersetzt. Nach der physikalischen Auffassung des Altertums hieß es, dass die „geschossene“ Luft von unten nach oben trieb und so verhinderte, dass Gewitter in tiefere Regionen gelangen. Beim Entzünden entstand zum einen die Detonation, zum anderen ein Wirbelring, „ähnlich den Rauchringen der Raucher, der in sich rotiert und pfeifend wie ein Geschoss mit großer Geschwindigkeit dahinsaust.“ (Wilh. Trabert: Hagelwetter, und Wetterschiessen) Es wurden wissenschaftliche Experimente durchgeführt, um die Stärke des entstandenen Luftdrucks, sichtbar und messbar zu machen. Ziel war herauszufinden, ob Schall oder Luftwirbelring das Wirksame ist.
Die Blütezeit dieser zweiten Welle war ungefähr im letzten Viertel des 19. Jahrhunderts. Ein letzter Auslöser dafür war die Tätigkeit des Bürgermeisters von Windisch-Freistriz (heute Slovenska Bistrica), Albert Stiger. Dieser begann 1896 mit Versuchen mit aufgesetzten Schalltrichtern und konstruierte daraus die sogenannten „kombinierten“ Böller. Als Schalltrichter nutzte er zunächst Lokomotivrauchfänger. 1898 gab er ein Büchlein dazu heraus. Seine prominente Position als Bürgermeister sorgte für viele Nachahmer, so dass zeitweise die Lokomotivrauchfänger ausverkauft waren. Die Firma Greinitz aus Graz fertigte spezielle Schalltrichter an. Um 1900 hatten die neuesten Schießapparate ein konisches Eisenrohr von 4 m und einen oberen Durchmesser von etwa 10 cm. Es wurde berechnet, dass dank der Trichter, die Schallwellen über 2 km hoch wirkten und damit höher reichten als die meisten Hagelwolken. Um die Wende zum 20. Jahrhundert galt das Böllerschießen unter Einsatz von Schwarzpulverkanonen als Nonplusultra der Unwetterschutzmaßnahmen. Auch wenn der physikalische Erfolg nicht nachgewiesen werden konnte, so war es ein finanzieller Erfolg für Albert Stiger und die Firma Greinitz. Sie veröffentlichten, dass ein Netz mehrerer kombinierter Böller besonders erfolgreich wäre. In einem durchschnittlichen Sommer kam man dadurch in einer Gemeinde schon mal auf 600.000 Schuss, was einem Wert von 24.000 Gulden entsprach. Das Verfahren wurde in Steiermark und Oberitalien in mehreren tausend Stationen angewendet. Durch eine Wetterkanone werde etwa 1 km² Fläche vor Hagel geschützt, hieß es im Brockhaus von 1911.
1907 erschien ein Artikel eines ehemals dem Schießen zugeneigten Autors. Der Artikel trug den Titel „Das Ende des Wetterschießens“ und fortan ging die Anwendung deutlich zurück.

## Verbote
Das Wetterschießen wurde über die Jahrhunderte mehrmals verboten und doch wieder aufgenommen. In der Bevölkerung regten sich stets Widerstände gegen die Verbote. Die Menschen sahen sich von Hungersnöten bedroht, wenn die Ernte Gewitter und Hagel schutzlos ausgeliefert wären. Selbst drakonische Strafen konnten nicht helfen. Auf alle Verbote folgten Gutachten, mit Bitten um Ausnahmeregelungen.
Um 1750 verbot Kaiserin Maria Theresia in der Steiermark und Kärnten diese Praxis. 1785 verbot Kaiser Joseph II. es abermals und stellte es unter hohe Strafen. Eine innerösterreichische Verordnung von 1786 erneuerte und verschärfte das Verbot nochmals, nun mit „empfindlichen Leibesstrafen“. So mussten beispielsweise die 18 eisernen Böller vom Voirrthurm in Mühldorf nach Salzburg ausgeliefert werden, um zu gewährleisten, dass das Verbot befolgt wurde. Nachdem sich Priester nach dem Verbot weigerten, das Pulver zu weihen, wurde es heimlich zur Speisenweihe an Ostern gebracht, versteckt unter Schinken und Brot. Auch zu Anfang des 19. Jahrhunderts wurden die Praktiken abermals verboten. Ein Reisender in Kärnten berichtete: „Gegen das Schießen sind verschiedene Verordnungen [...] bekannt gemacht worden, allein sie werden ebenso wenig vollzogen, als jene über das Schießen am Fronleichnam [...].“

## Zweifel
So alt, wie die Praktiken selbst, sind auch die Zweifel an deren Wirksamkeit. Die Wirkung war nicht nachweisbar und daher umstritten. Wissenschaftliche Untersuchungen ergaben später, dass die Geschosse nicht hinauf zu den Wolken reichten. Die philosophische Klasse der Münchener Akademie stellte 1785 eine mit 50 Dukaten dotierte Preisfrage: „Was für Wirkung hat das Abfeuern des Geschützes auf Wetterwolken? Was lehret die Erfahrung in Hinsicht auf die verschiedenen Lagen? Ist es als ein Mittel gegen die Wetter- und Hagelschäden einzuführen, oder als den eigenen und nachbarlichen Fluren gefährlich zu verbieten?“ Das ist nur ein Beispiel für die Bemühungen, die Wirksamkeit nachzuweisen. Ebenfalls im 18. Jahrhundert äußerte sich Physikprofessor P. Joseph Weber aus Dillingen abfällig über das Wetterschießen aus physikalischen Gründen. Er verglich die Wirkung des Wetterschießens mit einem Blasebalg: „Der Mann würde ausgelacht, der mit einem Blasebalg die Nebel vom Horizonte wegschaffen wollte, aber die Berechnung gibt, dass der Eindruck einer Kanonade auf ferne Wolken nicht kräftiger sei [...].“ (Joseph Weber: Bericht über die internationale Expertenkonferenz für Wetterschießen in Graz) Georg Wilhelm Poezinger, Mathematiker der Universität Erlangen, veröffentlichte 1749, dass in der Höhe, in welcher sich die Wolken befinden, die Luftwellen keine große Amplitude mehr besitzen. Johann Christian Polycarp Erxleben schrieb 1748 in Anfangsgründe der Naturlehre: Wenn der Donner der Kanonen die Wolken vertreiben solle, fragt man sich,  „warum des Gewitters eigener Donner es nicht ebenso gut thun könnte.“
Nicht nur die fragwürdige Wirkung sprach gegen das Wetterschießen, auch finanzielle Gründe. Die Kosten setzten sich zusammen aus Materialkosten für starke Waffen, Pulver und Munition, sowie Gehalt für ausgebildete Männer, die es auch verstanden, in die richtige Richtung zu schießen. Ferner gab es nicht überall geeignete erhöhte Orte. Zudem gab es die Vermutung, dass man Unwetter so von einem Ort zum anderen hin- und herschösse. Das führte oftmals zu Streitigkeiten unter benachbarten Orten. Dem Schießen wurde manchmal sogar eine gegenteilige Wirkung zugesprochen, so hieß es 1731 „starkes niederziehendes Gewölk […] werde [durch das Schießen] festgehalten, sammle und entleere sich um so gewaltsamer.“ (Prokop von Freyberg: Pragmatische Geschichte der bayerischen Gesetzgebung und Staatsverwaltung seit den Zeiten Maximilian I.)
Es wurden Kongresse der Interessenten des Wetterschießens abgehalten, einer in Italien und drei internationale. Mit über 1000 Teilnehmern waren die Kongresse stark besucht. Inhaltlich wurde hauptsächlich über die Erfolge des Wetterschießens berichtet, für Misserfolge gab es meistens vermeintliche Erklärungen. In Granz, Österreich, veranstaltete man 1902 eine „Internationale Expertenkonferenz für Wetterschießen“. Es nahmen Experten aus Österreich, Deutschland, Frankreich, Italien, Russland, Serbien und Ungarn teil. Zur Diskussion standen nur zwei Fragen: „1. Ist das Wetterschießen wirksam oder nicht? 2. Wenn darüber noch kein endgültiges Urteil abgegeben werden kann, was ist in Zukunft zu tun und wie vorzugehen?“ Zufriedenstellende Resultate konnten auch hier nicht erzielt werden.

## Regen machend
1891 führte der Amerikaner Robert G. Dyrenforth mit einem Team in Texas Wetterexperimente durch. Sein Ziel war, in der trockenen Gegend Regen herbeizuführen. Sie ließen einen mit Wasserstoff gefüllten Ballon auf rund 2000 m Höhe steigen. Danach wurden Drachen entzündet, die mit Dynamit präpariert waren. Die Washington Post berichtete am 20. August 1891, der Luftdruck fiel und es fing an zu regnen. Lucien I. Blake, Professor für Physik und Elektromechanik am Kansas State Agricultural College, bezweifelte im selben Jahr die Schlussfolgerung, dass die Wirkung aufgrund der Explosion entstanden sei. Vielmehr vermutete er, dass die Rauchpartikel einen größeren Effekt hätten.

## Neuzeit
Im Kalten Krieg zwischen der damaligen Sowjetunion und den USA hofften beide Seiten, durch einen „Wetterkrieg“ Vorteile zu erringen.
In ihrer tatsächlichen Wirksamkeit umstritten, ist die Methode der sogenannten „Wolkenimpfung“. Dafür werden keine Explosivstoffe mehr verwendet, sondern vornehmlich Silberjodid. Wolken werden mithilfe von Raketenwerfern und Flugabwehrkanonen beschossen, deren Projektile mit Silberjodid gefüllt sind.
Heute macht sich vor allem China einen Namen in Sachen Wettermanipulation. China hat für seine Wetterexperimente eigens ein „staatliches Amt für Wetterbeeinflussung“ gegründet. Angeblich wurde in Peking 2008, durch eine weitflächige Impfung der Wolken, vorsorglich schlechtes Wetter zur Eröffnung der Olympischen Spiele verhindert. Peking hat außerdem einen „Wetter nach Fünf-Jahres-Plan“ erstellt mit dem Ziel Naturkatastrophen „abzustellen“. Mit dem Programm möchte man auf einer 5,5 Millionen Quadratkilometer großen Zone Regen und Hagel kontrollieren. Das Programm geht dabei über die Beschießung von Wolken hinaus und versucht ganze Wolkenströme als Wassertransport zu nutzen.
Auch in Deutschland ist das einsetzen von Wolkenimpfungen zum Schutz vor Hagel nicht neu, durch das Impfen sollen Wolken abregnen, bevor sich große Hagelkörner entwickeln. Gerade im landwirtschaftlichen Bereich versuchen Bauern durch diese Methode ihre Ernte zu schützen. Wissenschaftlich belegt wurde die Wirkung solcher „Impfungen“ jedoch bisher nicht.
Im Zuge des Klimawandels spielen Wetterbeschießungen dennoch immer wieder eine große Rolle. Wissenschaftler auf der ganzen Welt arbeiten am immer neuen Ideen, wie die Erderwärmung aufzuhalten ist. Stephen Salter, Professor an der University of Edinburgh, und der Atmosphärenforscher John Latham arbeiten zum Beispiel an der Idee von Wolkenschiffen, die auf dem Meer künstlich hergestellte Wolken aussondern sollen, um ein kühleres Klima herzustellen. Wolkenkanonen sollen hier mit Salzpartikeln aus dem Meer die Atmosphäre beschießen und zur Wolkenbildung, und somit zu einer Abkühlung der Atmosphäre, beitragen.